# Gramicydyna S
Gramicydyna S – organiczny związek chemiczny pochodzenia naturalnego, cykliczny oligopeptyd z grupy depsypeptydów. Gramicydyna S jest antybiotykiem jonoforowym produkowanym przez Gram-dodatnią bakterię Bacillus brevis.

## Historia
Odkrycie gramicydyny S było dziełem przypadku niczym odkrycie penicyliny przez Alexandra Fleminga. W 1942 roku rosyjski biolog Gieorgij Gause wraz z żoną Marią G. Brazhnikovą badając szczepy Bacillus brevis zauważyli, że po zmieszaniu ich ze szczepami gronkowców złocistych (Staphylococcus aureus) następuje zahamowanie wzrostu tych drugich. Powodem inhibicji wzrostu gronkowców była obecność substancji będących metabolitami B. brevis. Gause i Brazhnikova wyizolowali tę substancję i nadali jej nazwę gramicydyna S (ang. Gramicidin Soviet lub Gramicidin S).

## Struktura cząsteczki

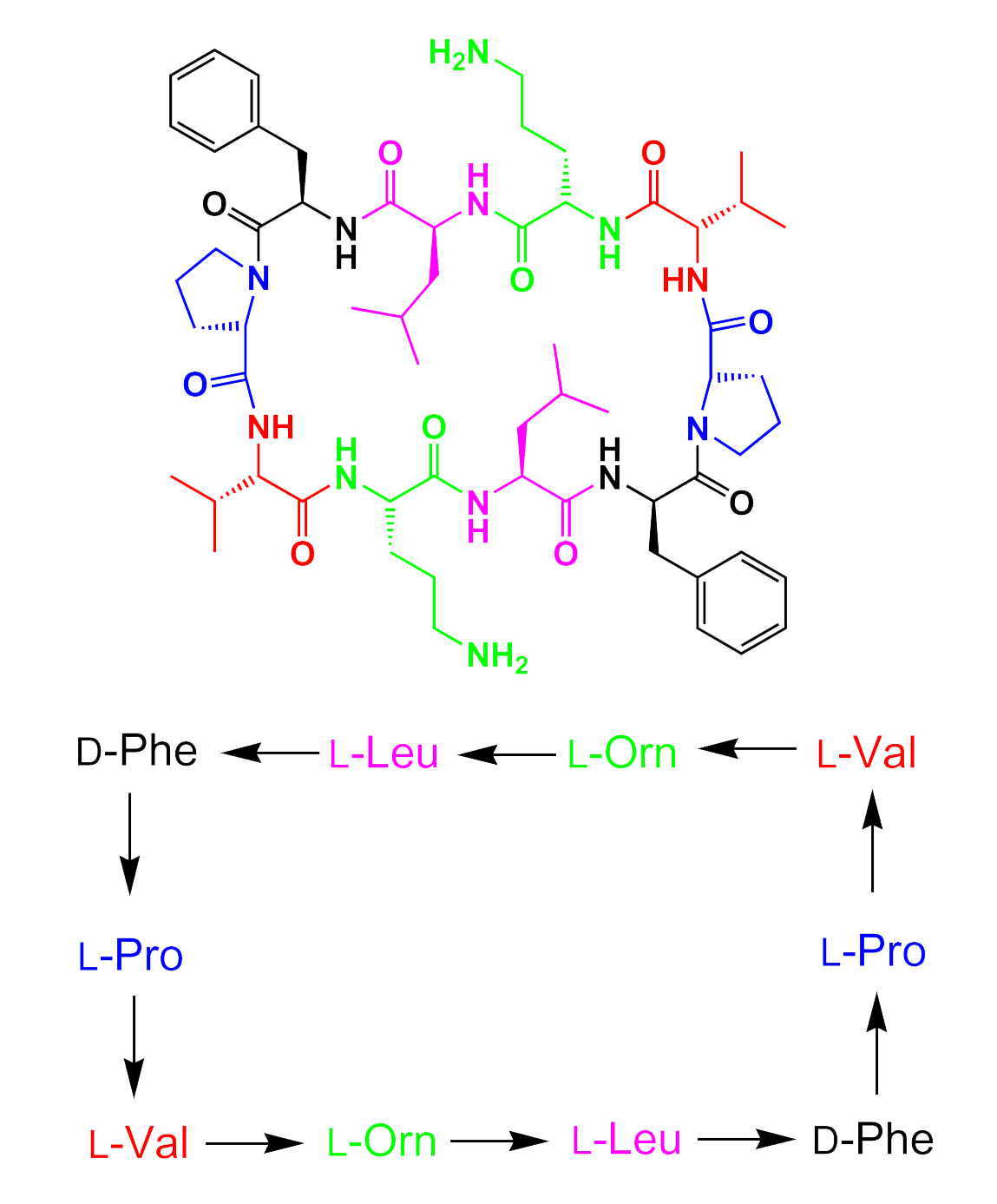
Struktura Gramicydyny S
Pro – prolina, Val – walina,
Orn – ornityna, Leu – leucyna,
Phe – fenyloalanina

Struktura tego antybiotyku została szybko określona. Gramicydyna S jest cyklicznym oligopeptydem złożonym z dwóch powtarzających się fragmentów połączonych jak „głowa do ogona”. Każdy fragment zbudowany jest z pięciu aminokwasów: L-proliny, L-waliny, L-ornityny, L-leucyny oraz rzadko spotykanego w przyrodzie izomeru D-fenyloalaniny. Wzór gramicydyny S można zapisać jako cyklo(-Val-Orn-Leu-D-Phe-Pro-)2. Pierwszorzędowa struktura tego cyklopeptydu nie daje jednak pełnej informacji i budowie cząsteczki. Istotnym problemem do rozwikłania stało się poznanie struktury trzecio- i czwartorzędowej, określenie obecnych w cząsteczce wiązań wodorowych oraz najstabilniejszej konformacji. Najbardziej prawdopodobną konformację gramicydyny S podali w 1957 roku Hodgkin i Oughton. Zaproponowali oni, że struktura tego związku składa się z dwóch łańcuchów typu harmonijki β połączonych resztami proliny i stabilizowanych przez cztery wewnątrzcząsteczkowe wiązania wodorowe. Późniejsze badania krystalograficzne kompleksów potwierdziły słuszność założeń Hodgkin i Oughtona. Gramicydyna S ma charakter zasadowy, głównie wskutek obecności wolnych grup aminowych ornityny, dlatego w lecznictwie stosowane są przeważnie w postaci chemicznie trwalszych chlorowodorków.

## Kompleksy
Pierwszym związkiem kompleksowym, którego strukturę określono krystalograficznie w 1978 roku, był kompleks z mocznikiem.
Gramicydyna S tworzy ponadto kompleksy z kationami niemal wszystkich litowców od litu do cezu (dla fransu nie prowadzono badań). Kation metalu jest koordynowany przez atomy tlenu grup karbonylowych cząsteczki cyklopeptydu. Badania spektroskopowe w zakresie dalekiej podczerwieni (FAR FT-IR) wykazały, że kationy metali alkalicznych mogą swobodnie fluktuować pomiędzy sześcioma atomami tlenu grup C=O. Świadczą o tym pojawiające się szerokie kontinua absorpcji w widmach IR poniżej 400 cm−1. Te szerokie pasma są tym dłuższe, im mniejszy jest rozmiar promienia jonowego kompleksowanego kationu, co oznacza, że małe kationy ulegają swobodniejszej fluktuacji wewnątrz hydrofilowej wnęki tego jonoforu niż kationy o większym promieniu jonowym.

## Mechanizm działania
Mechanizm działania gramicydyny S nie został do końca wyjaśniony, jednak przyjmuje się, że powoduje ona rozładowanie gradientu pomiędzy stężeniem jonów na zewnątrz i wewnątrz komórki powodując śmierć komórek bakterii zarówno Gram-dodatnich jak i Gram-ujemnych, a nawet niektórych grzybów chorobotwórczych.

## Zastosowanie

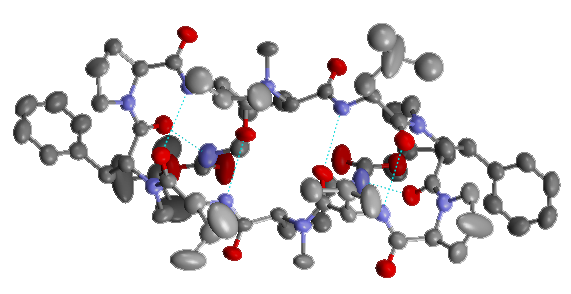
Struktura krystaliczna modyfikowanej gramicydyny S

Gramicydyna S znalazła zastosowanie tuż po jej odkryciu przez Gause’a i Brazhnikovą w 1942 w leczeniu zakażeń w sowieckich szpitalach wojskowych, a później, po odkryciu silnych działań niepożądanych, stosowana wyłącznie zewnętrznie w postaci maści i roztworów do odkażania ran żołnierzy na frontach w czasie II Wojny Światowej. Dzięki silnym właściwościom antybiotycznym gramicydyna S stała się przedmiotem zainteresowania wielu naukowców. Do tej pory otrzymano wiele analogów tego cyklopeptydu o jeszcze wyższej aktywności przeciwbakteryjnej. Z przeprowadzonych badań wynika, że zwiększenie hydrofobowości cząsteczki modyfikowanej gramicydyny S wpływa korzystnie na aktywność przeciwbakteryjną zarówno względem bakterii G(+), jak i G(−).